# Hateri Rufus
Hateri Rufus (llatí: Haterius Rufus) fou un cavaller romà que va morir al teatre de Siracusa a mans d'un gladiador. Segons que va dir aquell matí, la nit abans havia somiat que era mort justament per un reciari, segons que explica Valeri Màxim.